# Canton de Sainte-Mère-Église
Le canton de Sainte-Mère-Église est une ancienne division administrative française, située dans le département de la Manche et la région Basse-Normandie.

## Histoire
De 1833 à 1848, les cantons de Montebourg  et de Sainte-Mère-Église avaient le même conseiller général. Le nombre de conseillers généraux était limité à trente par département.

## Représentation

### Conseillers généraux de 1833 à 2015
| Période | Période | Identité                                      | Étiquette   | Qualité |
| ------- | ------- | --------------------------------------------- | ----------- | --- |
| 1833    | 1842    | Jean-Louis Sivard de Beaulieu                 |             | Conseiller référendaire à la Cour des comptes, maire de Carentan (1848-1852)                                                                             |
| 1842    | 1848    | Alexis de Tocqueville                         |             | Magistrat, député (1839-1851), président du conseil général (1849-1851)                                                                                  |
| 1848    | 1868    | Marquis Guillaume Paul d'Aigneaux (1814-1888) |             | Chef de bataillon de la Garde nationale, propriétaire à Picauville                                                                                       |
| 1868    | 1880    | Jules Dufresne                                | Républicain | Inspecteur général des Ponts et Chaussées, sénateur (1879-1885)                                                                                          |
| 1880    | 1898    | Alfred Prémont                                | Droite      | Propriétaire, maire de Sainte-Marie-du-Mont |
| 1898    | 1919    | Alfred Lécuyer (1849-1920)                    | Républicain | Maire de Carquebut |
| 1919    | 1940    | Charles Delagarde (1875-1954)                 | RG          | Avocat à Cherbourg, maire de Cherbourg (1911-1912), maire de Blosville, président du conseil général (1935-1940), nommé conseiller départemental en 1943 |
|         |         |                                               |             | |
| 1945    | 1967    | Charles Tourainne (1891-1989)                 | Indépendant | Agriculteur, maire de Picauville |
| 1967    | 1998    | Comte Jean d'Aigneaux                         | DVD         | Ingénieur, maire de Beuzeville-la-Bastille |
| 1998    | 2015    | Marc Lefèvre                                  | DVD         | Vétérinaire, maire de Sainte-Mère-Église, élu en 2015 dans le canton de Carentan                                                                         |

Le canton participe à l'élection du député de la quatrième circonscription de la Manche jusqu'aux élections législatives de 2012, puis de celui de la première après le redécoupage des circonscriptions.

### Conseillers d'arrondissement (de 1833 à 1940)
Le canton de Sainte-Mère appartenait à l'arrondissement de Valognes jusqu'à sa disparition en 1926.
| Période                                  | Période      | Identité                                  | Étiquette               | Qualité |
| ---------------------------------------- | ------------ | ----------------------------------------- | ----------------------- | --- |
| 1833                                     | 1845 (décès) | Henri Envremer                            |                         | Juge de paix à Sainte-Mère-Église, propriétaire à Blosville                                                                |
| 1845                                     | 1848         | Claude Prémont (1797-1872)                |                         | Magistrat, propriétaire à Sainte-Marie-du-Mont                                                                             |
|                                          |              |                                           |                         | |
| 1919                                     | 1925         | Alfred Quevillon                          |                         | Médecin-vétérinaire, conseiller municipal de Sainte-Mère-Église                                                            |
| 1925                                     | 1928 (décès) | Amand Louis François Malençon (1868-1928) | Républicain indépendant | Médecin, maire de Sainte-Mère-Église                                                                                       |
| 1928                                     | 1940         | Octave Bouffard (1876-1947)               | URD                     | Éleveur de chevaux, fermier, ancien maire de Saint-Côme-du-Mont (1921-1926), propriétaire du château et maire de Hiesville |
| 1940                                     |              |                                           |                         | Les conseils d'arrondissement ont été suspendus par la loi du 12 octobre 1940 et n'ont jamais été réactivés                |
| Les données manquantes sont à compléter. |              |                                           |                         | |

## Composition

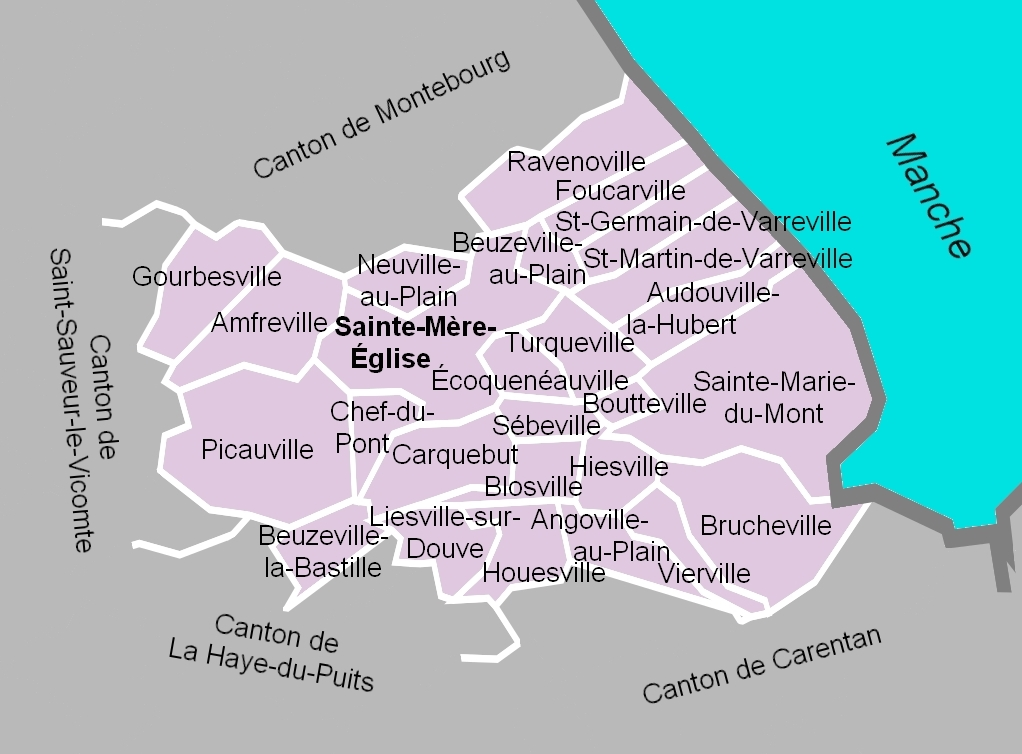
La carte des communes du canton, littoral de la Manche. Les cantons limitrophes étaient ceux de Montebourg, de Carentan, de La Haye-du-Puits et de Saint-Sauveur-le-Vicomte.

Le canton de Sainte-Mère-Église comptait 8 341 habitants en 2012 (population municipale). Il était le canton de la Manche comprenant le plus de communes, en groupant vingt-six :
- Amfreville ;
- Angoville-au-Plain ;
- Audouville-la-Hubert ;
- Beuzeville-au-Plain ;
- Beuzeville-la-Bastille ;
- Blosville ;
- Boutteville ;
- Brucheville ;
- Carquebut ;
- Chef-du-Pont ;
- Écoquenéauville ;
- Foucarville ;
- Gourbesville ;
- Hiesville ;
- Houesville ;
- Liesville-sur-Douve ;
- Neuville-au-Plain ;
- Picauville ;
- Ravenoville ;
- Saint-Germain-de-Varreville ;
- Sainte-Marie-du-Mont ;
- Saint-Martin-de-Varreville ;
- Sainte-Mère-Église ;
- Sébeville ;
- Turqueville ;
- Vierville.

À la suite du redécoupage des cantons pour 2015, toutes les communes sont rattachées au canton de Carentan.

### Anciennes communes
Le canton de Sainte-Mère-Église incluait également l'ancienne commune de Cauquigny, absorbée en 1812 par Amfreville. Aucune autre commune existante en 1795 n'est comprise dans le canton. Avant la création des communes sous la Révolution, Pont-l'Abbé et Le Homme sont typographiés comme paroisses sur la carte de Cassini, sur le territoire actuel de Picauville.
Le 1er janvier 1973, Écoquenéauville et Sébeville s'associent à Turqueville. Les deux communes reprennent leur indépendance le 1er janvier 1980.

## Démographie
| 1962  | 1968  | 1975  | 1982  | 1990  | 1999  | 2006  | 2011  | 2012  |
| ----- | ----- | ----- | ----- | ----- | ----- | ----- | ----- | ----- |
| 9 174 | 9 854 | 9 315 | 8 776 | 8 266 | 8 044 | 8 294 | 8 296 | 8 341 |